# آرثر دوف
آرثر دوف (بالإنجليزية: Arthur Dove)‏ هو رسام أمريكي، ولد في 2 أغسطس 1880 في كاناندياجو في الولايات المتحدة، وتوفي في 23 نوفمبر 1946 في هنتنغتون في الولايات المتحدة.

## معرض صور

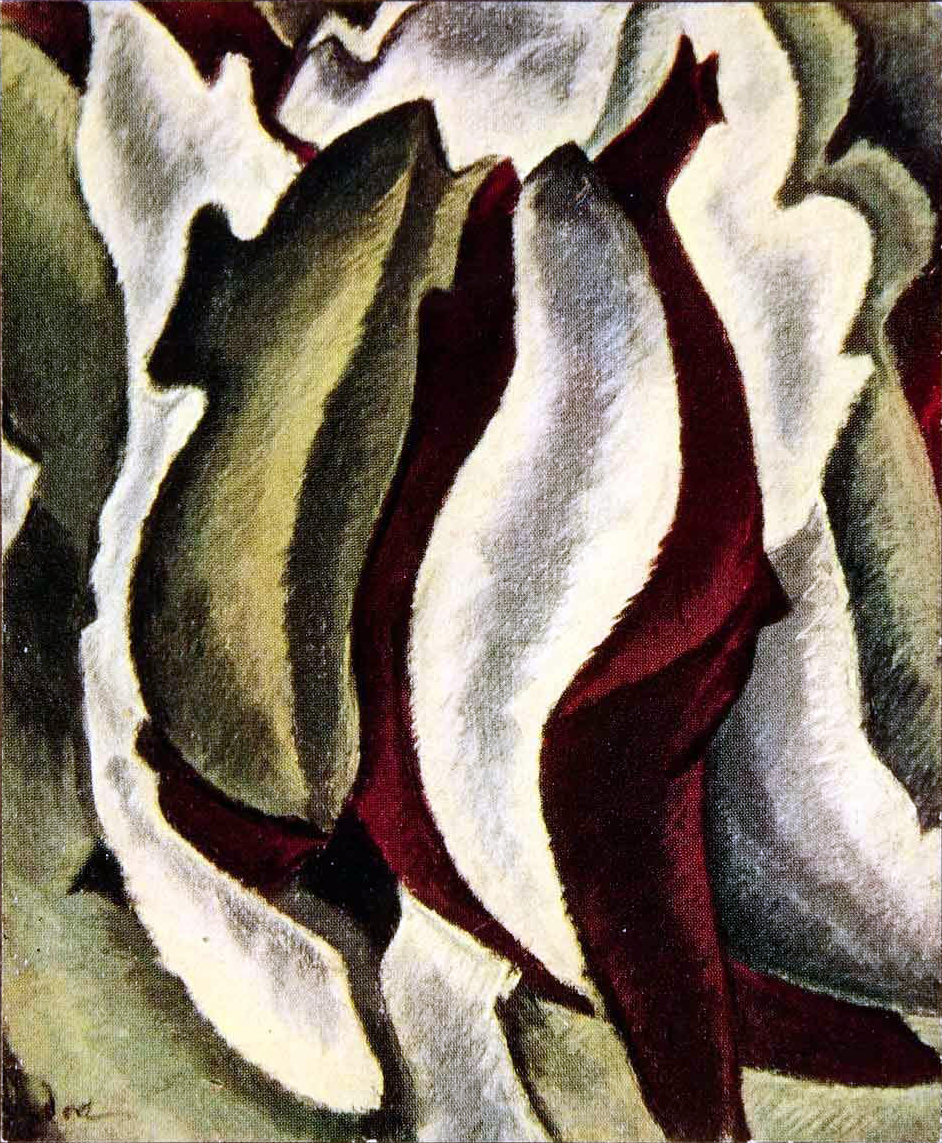
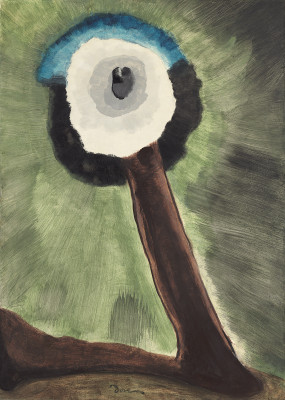
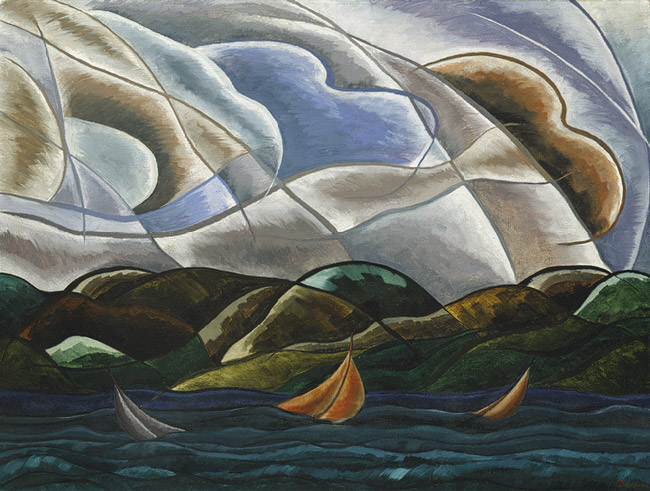
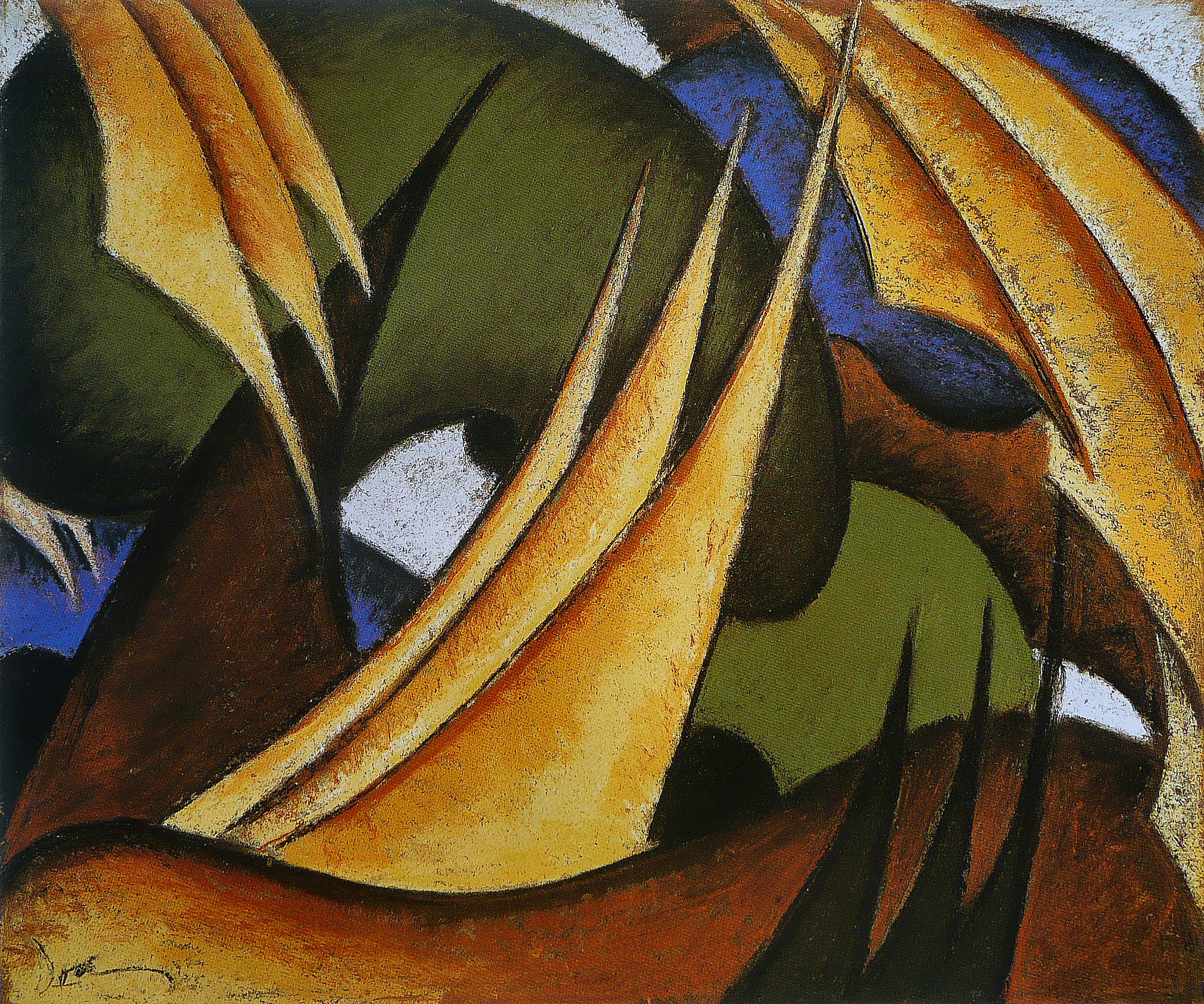
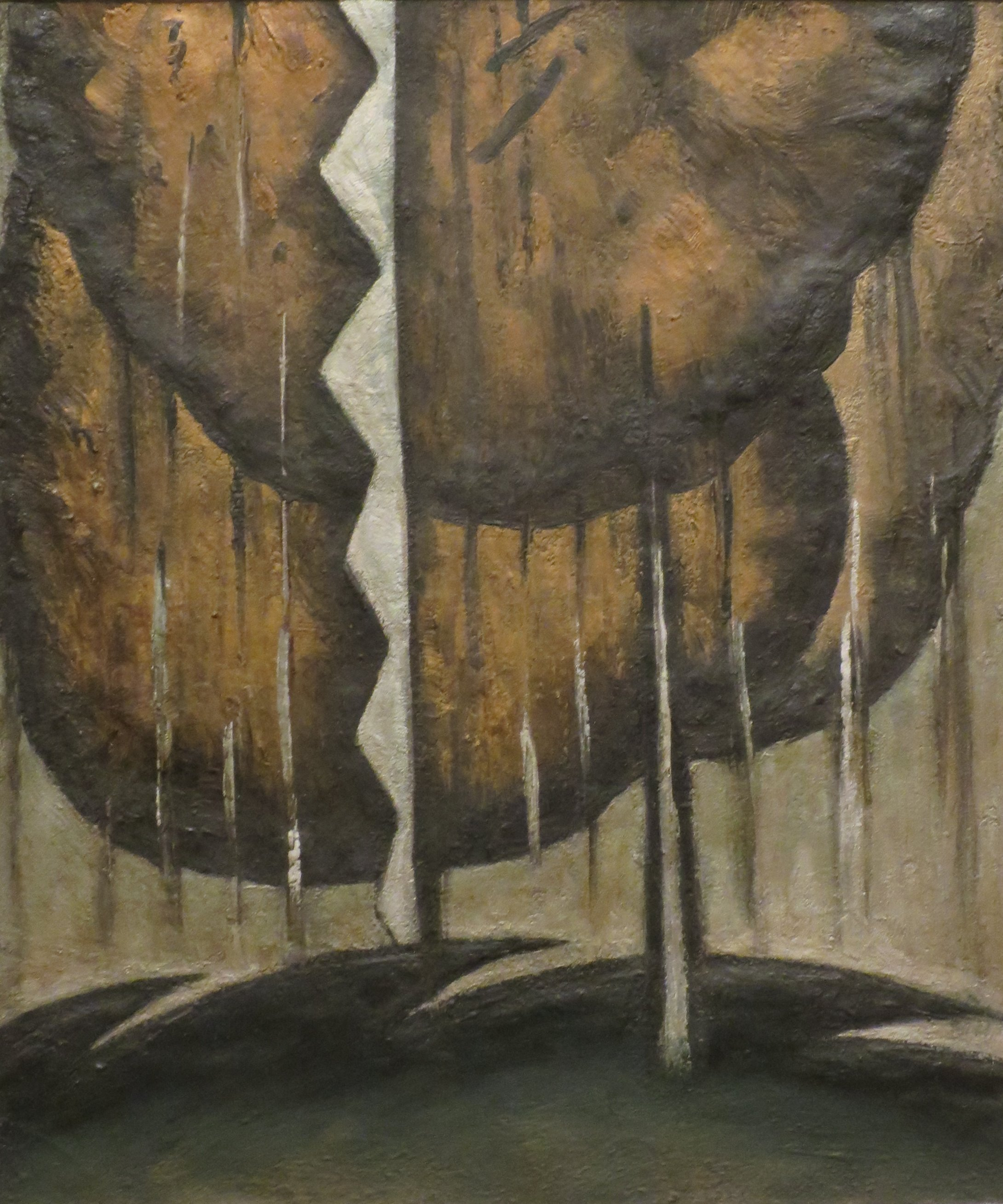
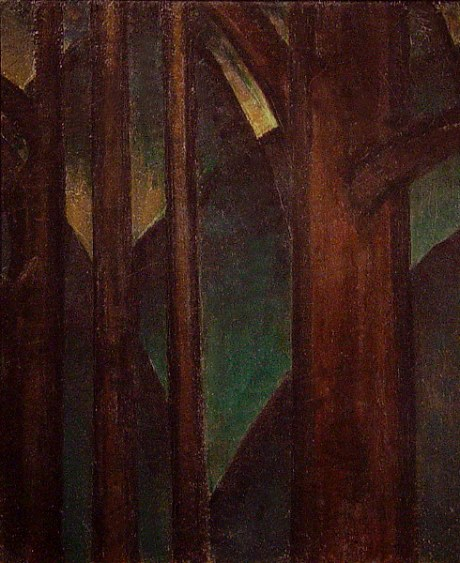

## وصلات خارجية
- آرثر دوف على موقع الموسوعة البريطانية (الإنجليزية)